# It Ain't Necessarily So
It Ain’t Necessarily So is een aria van George Gershwin uit de opera Porgy and Bess uit 1935 op tekst van Ira Gershwin. De aria werd het eerst uitgevoerd door John W. Bubbles  tijdens de première van de opera op 30 september 1935. De aria is van het begin af aan een populaire jazzstandard geworden omdat ze heel geschikt was voor bigbands.

## Achtergrond en bijzonderheden
Bubbles was afkomstig uit de variétésector en was een bekend tapdanser. Gershwin wilde per se Bubbles hebben als Sporting Life. Bubbles kon geen noten lezen en snapte van de triolen waar het lied mee begint helemaal niets. Hij was onaangepast, rookte marihuana, gaf het aan de meisjes in het koor en trok zich van niemand iets aan. Alexander Smallens, de dirigent, wilde Bubbles ontslaan maar Gershwin verdedigde de vaudeville-artiest en smeekte Smallens om Bubbles niet te ontslaan: “Je kunt dat niet doen. En weet je waarom, omdat hij.... de zwarte Toscanini is”. Gershwin heeft Bubbles alles uitgelegd tijdens de repetities: de noten, de triolen, de danspasjes, zijn houding, hoe hij moest lopen, waar hij moest staan op het podium, alles. Gershwin sprak ook altijd vertederend over “mijn Bubbles”.
Er zijn bronnen die beweren dat er invloeden zijn te vinden in de muziek van Gershwin van de Joodse synagogale muziek, maar dat is geenszins bewezen. Er zijn daarentegen meer invloeden van de Amerikaanse populaire volksmuziek, blues en jazz te vinden in de muziek van Gershwin. Tijdens de Tweede Wereldoorlog zonden de Denen na een Wehrmacht Journaal het lied It Ain’t Necessarily So uit.
De beroemdste uitvoering is die van Sammy Davis Jr. in de gelijknamige film uit 1959.

## Kenmerken muziek
Het lied wordt gezongen in het begin van akte 2, scène 2. Iedereen is op Kittiwah Island voor de jaarlijkse picknick. Men eet wat, drinkt wat, kletst wat, zingt wat, danst wat en heeft plezier. Sportin' Life staat plotseling op en zingt een lied. Een cynisch lied over religie, God, kerk, bijbeluitleg en levensvisie. Het lied heeft de structuur van een responsorium, een responsoriale psalmodie, het type van gezang dat in de christelijke, byzantijnse en joodse kerk vaak te horen is: De voorzanger zingt iets, het koor (of gemeenschap) zingt de laatste regel na.
Strofe 1:
It ain't necessarily so,
It ain't necessarily so,
The things dat yo' li'ble To read in de Bible,
It ain't necessarily so.
Li'l David was small, but Oh my!
Li'l David was small, but Oh my!
He fought big Goliath who lay down an' dieth. L'il David was small, but Oh my!

Het lied staat in een 44 maatsoort in de toonsoort g-mineur. Het tempo is moderato, met als extra aanduiding “Happily, with humor”. Kenmerkend voor het lied zijn de triolen die voor een swingend effect zorgen en waar de tekst “ain’t ne-ces-sa-ri-ly so,” precies op past.
Het hoofdthema (A) bestaat uit vier maten die vier keer terugkeren. De brug (B) – acht maten - is het responsorium gedeelte: Sporting Life – koor, met allemaal nonsens tekst. Daarna couplet 2 (A) weer gevolgd door de brug (B). Daarna een A’, bijna gelijk aan het eerste thema (A) maar iets uitgebreider: Sporting Life legt hier namelijk uit hoe je moet leven: “To get into Hebben don’ snap for a sebben! Live clean! Don’ have no fault. Oh, I takes dat gospel When ever it’s pos’ble, But wid a grain of salt.”. Tot slot komt weer het A- gedeelte maar gaat dit keer samen met het koor naar het uitgebreide coda toe.
De eerste vier maten met de - voor het lied zo - kenmerkende triolen:

## Vertolkers (selectie)[8]
- Cab Calloway
- Sammy Davis Jr.
- Marlene Hemmer
- Daniel Rowland
- Jascha Heifetz
- Benjamin Matthews
- Skitch Henderson
- Oscar Peterson
- Harry Belafonte
- Dave Grusin
- Sting
- Brian Wilson
- P.J. Proby
- Art Farmer
- Benny Golson
- Ahmad Jamal
- Louis Armstrong
- Mary Lou Williams
- Lena Horne
- The Honeycombs
- Hugh Laurie
- Peggy Lee
- Bobby Darin
- Xue Wei
- Stanley Clarke
- Vladimir Spivakov
- Ofra Harnoy
- Eugene Holmes
- Sarah Chang
- Itzhak Perlman
- Anne Akoki Meyers
- Vincenzo Bolognese
- Lorin Maazel
- New Century Saxophone Quartet
- Fazil Say
- Britta Schneider
- Paul Robeson
- Lawrence Tibbett
- Avon Long
- Robert Merrill
- Trio Vidalita
- Juraj Bartos
- Maria Bachmann
- Trio Solisti
- Bryn Terfel
- Dorothy Lewis-Griffith
- Mikhail Ovrutsky
- Anne-Sophie Mutter
- Jeanette Zomer
- Aretha Franklin
- Bronski Beat
- Moody Blues